# Lista de presidentes pro tempore do Senado dos Estados Unidos
O Presidente pro tempore é a classificação oficial segundo o Senado e também é o Senador mais importante. Os Estados Unidos estabeleceu na Constituição que o vice-presidente é o presidente do Senado.Durante a ausência do Vice-Presidente, o Presidente pro tempore assume o cargo.O Presidente pro-tempore é eleito pelo Senado e é habitualmente o senador mais antigo do partido maioritário.O Presidente pró-tempore é o terceiro na linha de sucessão à Presidência, após o vice-presidente dos Estados Unidos e o presidente da Câmara dos Deputados..
Após a morte do senador Robert Byrd,em 28 de junho de 2010, o senador Daniel Inouye do Havaí foi empossado como presidente pro tempore. Pela tradição do Senado, o democrata próximo na fila para se tornar presidente pro tempore após Inouye seria Patrick Leahy,de Vermont e seguido por Max Baucus, de Montana. Os membros seniores do partido da minoria que são Dick Lugar,da Indiana e Chuck Grassley,de Iowa.
Embora a posição é de certa forma equivalente ao presidente da Câmara dos Representantes, os poderes do Presidente pro-tempore estão longe mais limitados.

## Presidentespro tempore
Legenda:
     Sem partido      Partido Federalista      Partido Democrata-Republicano      Partido Democrata      Partido Whig      Partido Republicano
| Presidente pro tempore | Presidente pro tempore | Partido               | Estado             | Mandato                                       |
| ---------------------- | ---------------------- | --------------------- | ------------------ | --------------------------------------------- |
|                        | John Langdon           | Pró-Administração     | Nova Hampshire     | 6 de abril de 1789 - 9 de agosto de 1789      |
|                        | Richard Henry Lee      | Anti-Administração    | Virgínia           | 18 de abril de 1792 - 8 de outubro de 1792    |
|                        | John Langdon           | Pró-Administração     | Nova Hampshire     | 5 de novembro de 1792 - 2 de dezembro de 1793 |
|                        | Ralph Izard            | Pró-Administração     | Carolina do Sul    |                                               |
|                        | Henry Tazewell         | Anti-Administração    | Virgínia           |                                               |
|                        | Samuel Livermore       | Federalista           | Nova Hampshire     |                                               |
|                        | William Bingham        | Federalista           | Pensilvânia        |                                               |
|                        | William Bradford       | Federalista           | Rhode Island       |                                               |
|                        | Jacob Read             | Federalista           | Carolina do Sul    |                                               |
|                        | Theodore Sedgwick      | Federalista           | Massachusetts      |                                               |
|                        | John Laurance          | Federalista           | Nova Iorque        |                                               |
|                        | James Ross             | Federalista           | Pensilvânia        |                                               |
|                        | Samuel Livermore       | Federalista           | Nova Hampshire     |                                               |
|                        | Uriah Tracy            | Federalista           | Connecticut        |                                               |
|                        | John E. Howard         | Federalista           | Maryland           |                                               |
|                        | James Hillhouse        | Federalista           | Connecticut        |                                               |
|                        | Abraham Baldwin        | Democrata-Republicano | Geórgia            |                                               |
|                        | Stephen R. Bradley     | Democrata-Republicano | Vermont            |                                               |
|                        | John Brown             | Democrata-Republicano | Kentucky           |                                               |
|                        | Jesse Franklin         | Democrata-Republicano | Carolina do Norte  |                                               |
|                        | Joseph Anderson        | Democrata-Republicano | Tennessee          |                                               |
|                        | Samuel Smith           | Democrata-Republicano | Maryland           |                                               |
|                        | Stephen R. Bradley     | Democrata-Republicano | Vermont            |                                               |
|                        | John Milledge          | Democrata-Republicano | Geórgia            |                                               |
|                        | Andrew Gregg           | Democrata-Republicano | Pensilvânia        |                                               |
|                        | John Gaillard          | Democrata-Republicano | Carolina do Sul    |                                               |
|                        | John Pope              | Democrata-Republicano | Kentucky           |                                               |
|                        | William H. Crawford    | Democrata-Republicano | Geórgia            |                                               |
|                        | Joseph B. Varnum       | Democrata-Republicano | Massachusetts      |                                               |
|                        | John Gaillard          | Democrata-Republicano | Carolina do Sul    |                                               |
|                        | James Barbour          | Democrata-Republicano | Virgínia           |                                               |
|                        | John Gaillard          | Democrata-Republicano | Carolina do Sul    |                                               |
|                        | Nathaniel Macon        | Democrata-Republicano | Carolina do Norte  |                                               |
|                        | Samuel Smith           | Jacksoniano           | Maryland           |                                               |
|                        | Littleton Tazewell     | Jacksoniano           | Virgínia           |                                               |
|                        | Hugh Lawson White      | Jacksoniano           | Tennessee          |                                               |
|                        | George Poindexter      | Anti-Jacksoniano      | Mississippi        |                                               |
|                        | John Tyler             | Anti-Jacksoniano      | Virgínia           |                                               |
|                        | William R. King        | Jacksoniano           | Alabama            |                                               |
|                        | Samuel Southard        | Whig                  | Nova Jérsei        |                                               |
|                        | Willie P. Mangum       | Whig                  | Carolina do Norte  |                                               |
|                        | Ambrose H. Sevier      | Democrata             | Arkansas           |                                               |
|                        | David R. Atchison      | Democrata             | Missouri           |                                               |
|                        | William R. King        | Democrata             | Alabama            |                                               |
|                        | David R. Atchison      | Democrata             | Missouri           |                                               |
|                        | Lewis Cass             | Democrata             | Michigan           |                                               |
|                        | Jesse D. Bright        | Democrata             | Indiana            |                                               |
|                        | Charles E. Stuart      | Democrata             | Michigan           |                                               |
|                        | Jesse D. Bright        | Democrata             | Indiana            |                                               |
|                        | James M. Mason         | Democrata             | Virgínia           |                                               |
|                        | Thomas J. Rusk         | Democrata             | Texas              |                                               |
|                        | Benjamin Fitzpatrick   | Democrata             | Alabama            |                                               |
|                        | Jesse D. Bright        | Democrata             | Indiana            |                                               |
|                        | Benjamin Fitzpatrick   | Democrata             | Alabama            |                                               |
|                        | Solomon Foot           | Republicano           | Vermont            |                                               |
|                        | Daniel Clark           | Republicano           | Nova Hampshire     |                                               |
|                        | Lafayette S. Foster    | Republicano           | Connecticut        |                                               |
|                        | Benjamin F. Wade       | Republicano           | Ohio               |                                               |
|                        | Henry B. Anthony       | Republicano           | Rhode Island       |                                               |
|                        | Matthew H. Carpenter   | Republicano           | Wisconsin          |                                               |
|                        | Henry B. Anthony       | Republicano           | Rhode Island       |                                               |
|                        | Thomas W. Ferry        | Republicano           | Michigan           |                                               |
|                        | Allen G. Thurman       | Democrata             | Ohio               |                                               |
|                        | Thomas F. Bayard       | Democrata             | Delaware           |                                               |
|                        | David Davis            | Independente          | Illinois           |                                               |
|                        | George F. Edmunds      | Republicano           | Vermont            |                                               |
|                        | John Sherman           | Republicano           | Ohio               |                                               |
|                        | John James Ingalls     | Republicano           | Kansas             |                                               |
|                        | Charles F. Manderson   | Republicano           | Nebraska           |                                               |
|                        | Isham G. Harris        | Democrata             | Tennessee          |                                               |
|                        | Matt W. Ransom         | Democrata             | Carolina do Norte  |                                               |
|                        | Isham G. Harris        | Democrata             | Tennessee          |                                               |
|                        | William P. Frye        | Republicano           | Maine              |                                               |
|                        | Augustus O. Bacon      |                       | Geórgia            |                                               |
|                        | Charles Curtis         |                       | Kansas             |                                               |
|                        | Augustus O. Bacon      |                       | Geórgia            |                                               |
|                        | Jacob H. Gallinger     |                       | Nova Hampshire     |                                               |
|                        | Augustus O. Bacon      |                       | Geórgia            |                                               |
|                        | Frank B. Brandegee     |                       | Connecticut        |                                               |
|                        | Augustus O. Bacon      |                       | Geórgia            |                                               |
|                        | Henry Cabot Lodge      |                       | Massachusetts      |                                               |
|                        | Augustus O. Bacon      |                       | Geórgia            |                                               |
|                        | Jacob H. Gallinger     |                       | Nova Hampshire     |                                               |
|                        | Augustus O. Bacon      |                       | Geórgia            |                                               |
|                        | Jacob H. Gallinger     |                       | Nova Hampshire     |                                               |
|                        | Augustus O. Bacon      |                       | Geórgia            |                                               |
|                        | Jacob H. Gallinger     |                       | Nova Hampshire     |                                               |
|                        | Augustus O. Bacon      |                       | Geórgia            |                                               |
|                        | Jacob H. Gallinger     |                       | Nova Hampshire     |                                               |
|                        | James Paul Clarke      | Democrata             | Arkansas           |                                               |
|                        | Willard Saulsbury, Jr. | Democrata             | Delaware           |                                               |
|                        | Albert B. Cummins      | Republicano           | Iowa               |                                               |
|                        | George H. Moses        | Republicano           | Nova Hampshire     |                                               |
|                        | Key Pittman            | Democrata             | Nevada             |                                               |
|                        | William H. King        | Democrata             | Utah               |                                               |
|                        | Pat Harrison           | Democrata             | Mississippi        |                                               |
|                        | Carter Glass           | Democrata             | Virgínia           |                                               |
|                        | Kenneth McKellar       | Democrata             | Tennessee          |                                               |
|                        | Arthur H. Vandenberg   | Republicano           | Michigan           |                                               |
|                        | Kenneth McKellar       | Democrata             | Tennessee          |                                               |
|                        | Styles Bridges         | Republicano           | Nova Hampshire     |                                               |
|                        | Walter F. George       | Democrata             | Geórgia            |                                               |
|                        | Carl Hayden            | Democrata             | Arizona            |                                               |
|                        | Richard Russell, Jr.   | Democrata             | Geórgia            |                                               |
|                        | Allen J. Ellender      | Democrata             | Luisiana           |                                               |
|                        | James Eastland         | Democrata             | Mississippi        |                                               |
|                        | Warren Magnuson        | Democrata             | Washington         |                                               |
|                        | Milton Young           | Republicano           | Dakota do Norte    |                                               |
|                        | Warren Magnuson        | Democrata             | Washington         |                                               |
|                        | Strom Thurmond         | Republicano           | Carolina do Sul    |                                               |
|                        | John C. Stennis        | Democrata             | Mississippi        |                                               |
|                        | Robert Byrd            | Democrata             | Virgínia Ocidental |                                               |
|                        | Strom Thurmond         | Republicano           | Carolina do Sul    |                                               |
|                        | Robert Byrd            | Democrata             | Virgínia Ocidental |                                               |
|                        | Ted Stevens            | Republicano           | Alabama            |                                               |
|                        | Robert Byrd            | Democrata             | Virgínia Ocidental | 4 de janeiro de 2007 - 28 de junho de 2010    |
|                        | Daniel Inouye          | Democrata             | Havaí              | 28 de junho de 2010 - 17 de dezembro de 2012  |
|                        | Patrick Leahy          | Democrata             | Vermont            | 17 de dezembro de 2012 - 6 de janeiro de 2015 |
|                        | Orrin Hatch            | Republicano           | Utah               | 6 de janeiro de 2015 - 6 de janeiro de 2019   |
|                        | Chuck Grassley         | Republicano           | Iowa               | 6 de janeiro de 2019 - 20 de janeiro de 2021  |
|                        | Patrick Leahy          | Democrata             | Vermont            | 20 de janeiro de 2021 - 3 de janeiro de 2023  |
|                        | Patty Murray           | Democrata             | Washington         | 3 de janeiro de 2023 - 3 de janeiro de 2025   |
|                        | Chuck Grassley         | Republicano           | Iowa               | 3 de janeiro de 2025 - presente               |